# Bucureștiul medieval
În Evul Mediu actualul teritoriu al Bucureștiului a fost ocupat de numeroase așezări mărunte, concentrate în jurul râurilor Dâmbovița și Colentina. Istoria propriu-zisă a Bucureștiului începe la sfârșitul secolului al XIV-lea, când domnul Țării Românești, Mircea I cel Bătrân, va înființa o mică cetate, ce va fi ulterior extinsă de Vlad Țepeș, cel ce va construi și Curtea Veche.
În secolul al XV-lea Bucureștiul va avea deja mai multe biserici, dintre care Sfântul Dumitru din Poștă și (posibil) Biserica Bucur. De asemenea, Bucureștiul avea un cimitir propriu, ce se afla în jurul bisericii Sf. Dumitru, în afara zidurilor cetății.